# Лукьянчиков, Николай Евгеньевич
Николай Евгеньевич Лукьянчиков (род. 23 мая 1989, Суджа, Курская область или Курск) — российский хоккеист, защитник.

## Биография
Выпускник хоккейной школы «Динамо» Москва. В первенстве России дебютировал в сезоне 2005/06 в команде первой лиги «Динамо-2» Москва. В начале следующего сезона перешёл в клуб высшей лиги «Капитан» Ступино. В сезоне 2007/08 играл за «Химик-2» Мытищи и «Химик» Воскресенск. 3 сентября 2008 года дебютировал в КХЛ в составе «Нефтехимика» в домашнем матче против «Барыса» (1:2Б). Перед следующим сезоном перешёл в команду МХЛ МХК «Спартак» Москва. 13 ноября 2010 года был обменян обратно в «Нефтехимик» на Якова Селезнёва. Выступал в основном за «Реактор» в МХЛ и «Дизель» в ВХЛ. 10 августа 2013 года заключил пробный контракт с омским «Авангардом», 3 сентября подписал контракт. Провёл за клуб 9 матчей, не набрав очков, сыграл один матч за «Ермак» в ВХЛ, и 27 ноября соглашение было расторгнуто. Завершил сезон в команде ВХЛ ТХК. 16 июня 2014 подписал пробный контракт с тольяттинской «Ладой». Через месяц оказался на просмотре в новокузнецком «Металлурге», но в августе от его услуг отказались. Сезон 2014/15 начал в команде ВХЛ «Буран» Воронеж, вскоре перешёл в нижнетагильский «Спутник». В следующем сезоне перешёл в ХК «Саров», а 21 декабря 2015 года подписал контракт до конца сезона с нижегородским «Торпедо». 29 марта 2016 года продлил соглашение на один год. 30 апреля 2017 покинул клуб, отыграв сезон в «Сарове». В начале следующего сезона провёл три матча за «Спутник», после чего завершил профессиональную карьеру.
Чемпион мира среди юниорских команд 2007 года. Победитель хоккейного турнира на зимней Универсиаде 2011 года.